# Đan Chu
Đan Chu (chữ Hán: 丹朱) là tên một nhân vật truyền thuyết sống vào thời Ngũ Đế trong lịch sử Trung Quốc, theo nhiều tư liệu ghi chép thì Đan Chu là con trai trưởng của đế Nghiêu.
Theo nhận xét của đế Nghiêu thì Đan Chu là người thông minh nhưng tính cách không khoan hòa lại hay cãi cọ với người khác, nghĩa là ông rất bảo thủ khăng khăng cho mình là đúng và không chịu nhận khuyết điểm với ai bao giờ. Bấy giờ vua Nghiêu trị vì thiên hạ đã 100 năm, lúc này ông cảm thấy mình đã già yếu cần phải tìm người thay thế. Tuy rằng tổ tiên đã có tục lệ cha truyền con nối, nhưng ông cảm thấy Đan Chu là kẻ bất tiếu nên quyết định không truyền ngôi, sau này đế Nghiêu đã tìm được người ưng ý là Diêu Trọng Hoa rồi thiện nhượng ngôi vị cho.
Nhà vua giải thích với quần thần rằng: "Ta đem giang sơn trao cho Diêu Trọng Hoa thì toàn dân sẽ được lợi riêng chỉ mỗi mình Đan Chu là không có lợi, do đó ta không thể nào lấy sự đau khổ của mọi người để làm nên cái lợi cho một mình Đan Chu được".
Tuy nhiên từ lúc vua cha lên ngôi thì Đan Chu đã và đang tiếp quản làm thủ lĩnh nước Đường rồi, ông có bất mãn đôi chút nhưng sau khi được cha phân tích hợp lý nên cũng vỡ lẽ mà yên tâm với vị trí quân chủ một nước chư hầu.
Theo ghi chép của một thư tịch quan trọng khác là Trúc thư kỷ niên thì Ngu Thuấn lợi dụng Đường Nghiêu già yếu đã lừa bắt rồi giam vào trong ngục và cướp ngôi, Đan Chu không gặp được cha bất bình khởi binh tạo phản bị Thuấn đánh bại giết chết.